# Örményes (Magyarország)
Örményes község az Észak-Alföldi régióban, Jász-Nagykun-Szolnok vármegyében, a Törökszentmiklósi járásban.

## Fekvése
A község az Alföldön, a vármegye középső, tiszántúli részén fekszik, Szolnoktól 38 kilométerre keletre, a Nagykunsági-főcsatorna partján. Szomszédos települések: észak felől Fegyvernek, kelet felől Kisújszállás, dél felől Kuncsorba, nyugat felől pedig Törökszentmiklós. Közigazgatási határa északkeleten egy pontban érintkezik még Kenderes területével is.

### Megközelítése

#### Közút
A településen észak-déli irányban végighúzódik a Fegyvernek-Kétpó közti 4204-es út, ezen érhető el közúton mindkét végponti település felől; Kisújszállással a 4207-es út köti össze.
Az ország távolabbi részei felől érkezve – megközelítési iránytól függően – a 4-es vagy a 34-es főúton haladva közelíthető meg a település, majd a két út találkozási pontjától mintegy fél kilométerre nyugatra, Fegyvernek Szapárfalu településrészének keleti szélénél kell letérni dél felé a 4204-es útra.
A közúti tömegközlekedést a Volánbusz autóbuszai végzik.

#### Vasút
A községet a hazai vasútvonalak közül a MÁV 100-as számú Budapest–Záhony-vasútvonala érinti, amelynek jelenleg egy megállási pontja van itt, Fegyvernek-Örményes vasútállomás, mely a belterület északi szélén helyezkedik el, a 4204-es út vasúti kereszteződésétől keletre. Korábban Örményes nyugati határszélén működött Pusztaszakállas megállóhely is.

## Közélete

### Polgármesterei
- 1990–1994: Zsolczai Lajos (független)[3]
- 1994–1998: Zsolczai Lajos (független)[4]
- 1998–2002: Török Csaba (független)[5]
- 2002–2006: Kudelka Éva (független)[6]
- 2006–2010: Török Csaba (független)[7]
- 2010–2012: Török Csaba Imre (független)[8]
- 2013–2014: Fürj Jánosné (független)[9]
- 2014–2019: Török Tamás (független)[10]
- 2019–2024: Török Tamás (Fidesz-KDNP)[11]
- 2024– : Török Tamás (Fidesz-KDNP)[1]

A településen 2013. március 24-én időközi polgármester-választást tartottak, az előző polgármester halála miatt.
Örményes képviselő-testülete, a 2010-es önkormányzati választás óta, a polgármesterrel együtt 7 főből áll.

## Története
Nagyobb birtoka a Glaser, a Bíró, Schwarz családnak volt. Jelenleg is a település értékes épületei a Glaser-, a Bíró- és a Kepich-kastély.
A lakosság az 1800-as évek végén már Örményesnek nevezte faluját, de a hivatalos helységnévtár 1913-ban említi először. Az 1920-as években alakult ki a település falusias arculata. A lakosság már az 1920-as években szerette volna elérni, hogy a puszta önálló községgé alakuljon ám ez csak jóval később, 1950-ben következett be.
A török uralom idején pusztává vált a 19. század végéig, majd több birtokos család is megjelent, többek között a Glaser család.
Örményes-puszta 1950-ben alakult községgé. Lakosai mezőgazdaságból élnek, jelentős a községben a szállítási vállalkozás is.

### Neve
A település nevének eredete nem tisztázott, mert az egyik verzió szerint Árpád-korból az "örmény-malom" szóból származik, mert gabona-őrléssel foglalkoztak ezen a vidéken.
Az idősebbek körében ma is élő szájhagyomány a másik verzió, hogy a 16. században Örmény nevű grófoknak volt birtokuk a vidéken.

## Népesség
A település népességének változása:
| Lakosok száma | 1064 | 1033 | 997  | 949  | 973  | 940  | 923  |
|               | 2013 | 2014 | 2017 | 2021 | 2022 | 2023 | 2024 |

2001-ben a település lakosságának közel 100%-a magyar nemzetiségűnek vallotta magát.
A 2011-es népszámlálás során a lakosok 82,4%-a magyarnak mondta magát (17,6% nem nyilatkozott).
2022-ben a lakosság 96,3%-a vallotta magát magyarnak, 1% cigánynak, 0,3% bolgárnak, 0,1% görögnek, 1,2% egyéb, nem hazai nemzetiségűnek (3,7% nem nyilatkozott; a kettős identitások miatt a végösszeg nagyobb lehet 100%-nál).

## Gazdasága

### Mezőgazdaság
Örményes igen jó minőségű kötött agyag, réti csernozjom és mészlepedékes talaja kedvez a mezőgazdasági termelésnek.
Jelentős a kalászos gabona és a zöldségfélék termesztése, a cukorrépa termesztésének pedig történelmi hagyományai vannak a településen.
Az állattenyésztés terén a sertés- és tehéntenyésztés a legjellemzőbb, de a gazdálkodók foglalkoznak baromfi- és juhtartással is.

### Ipar
A község ipara nem jelentős: jelenleg mezőgazdasági gépeket gyártanak a településen.

## Vallás
A 2001-es népszámlálás adatai alapján a lakosság 30,4%-a római katolikus, 20,9%-a református, 0,3%-a pedig görögkatolikus vallású. 38,7% nem tartozik egyetlen egyházhoz, vagy felekezethez sem. 9,3% ismeretlen, vagy nem válaszolt.
2011-ben a vallási megoszlás a következő volt: római katolikus 19,7%, református 11,3%, felekezeten kívüli 41,4% (26,9% nem nyilatkozott).
2022-ben vallása szerint 11,3% volt római katolikus, 7,2% református, 0,3% görög katolikus, 0,2% evangélikus, 0,3% egyéb keresztény, 0,9% egyéb katolikus, 40,9% felekezeten kívüli (38,8% nem válaszolt).

### Római katolikus egyház
Az Egri főegyházmegye (érsekség) Jász-Kun Főesperességének Törökszentmiklósi Esperesi Kerületében lévő Fegyverneki plébániához tartozik, mint filia.

### Evangélikus egyház
Az Északi Evangélikus Egyházkerület (püspökség) Dél-Pest Megyei Egyházmegyéjében (esperesség) lévő Szolnoki Evangélikus Egyházközséghez tartozik, mint szórvány.

## Természeti értékek
A település határában szikes mocsarak, vakszikfoltok és sós-sivatagi társulások találhatóak. Jellegzetes növényei: a süntök, a farkasfog és a magyar sóballa.

## Nevezetességei
- Glaser-kastély: 1880-ban építtette az Ehrlich család. Szabadon álló, földszintes, hosszan elnyúló épület.
- Bíró-kastély: Eredetileg a 20. század elején épült. Az 1920-as években emelettel bővítették, ekkor kapta neobarokk jellegét.
- Kepich-kastély
- Diana emlékpad
- Ökumenikus templom
- Fegyvernek-Örményes vasútállomás: 1857-ben épült.

## Sport
- Az Örményesi Sport Club (ÖSC) labdarúgó-csapata a Jász-Nagykun-Szolnok vármegyei bajnokság III. osztályában szerepel.

## Rendezvények
- Falunap: minden év augusztus 20-án.